# Euclea flava
Euclea flava is een vlinder uit de familie van de slakrupsvlinders (Limacodidae). De wetenschappelijke naam van de soort is voor het eerst geldig gepubliceerd in 1910 door Barnes & McDunnough.